# Liste der Baudenkmäler in Oberhaid (Oberfranken)
Auf dieser Seite sind die Baudenkmäler in der oberfränkischen Gemeinde Oberhaid zusammengestellt. Diese Tabelle ist eine Teilliste der Liste der Baudenkmäler in Bayern. Grundlage ist die Bayerische Denkmalliste, die auf Basis des Bayerischen Denkmalschutzgesetzes vom 1. Oktober 1973 erstmals erstellt wurde und seither durch das Bayerische Landesamt für Denkmalpflege geführt wird. Die folgenden Angaben ersetzen nicht die rechtsverbindliche Auskunft der Denkmalschutzbehörde.

## Baudenkmäler nach Gemeindeteilen

### Oberhaid
| Lage                                                                                    | Objekt                                      | Beschreibung | Akten-Nr.     | Bild             |
| --------------------------------------------------------------------------------------- | ------------------------------------------- | --- | ------------- | ---------------- |
| An der A 70 nahe Flur Nr. 3132 am Feld nahe der Mainaue (Standort)                      | Heiligenhäuschen                            | Giebeldach mit Ziegeln | D-4-71-165-9  | Heiligenhäuschen |
| Nähe Bahnhofstraße (Standort)                                                           | Ehemaliger Güterschuppen                    | Eingeschossiger, verbretterter Satteldachbau auf Punktfundamenten, mit abgeschlepptem Pultdach über Ladetor mit hölzerner Rampe, 1890                       | D-4-71-165-35 | BW               |
| Bamberger Straße 2 (Standort)                                                           | Gasthof Wagner                              | Zweigeschossiger Walmdachbau, Fachwerkobergeschoss, Mitte 18. Jahrhundert, Erdgeschoss massiv erneuert, am Fenster bezeichnet „1880“, Tür bezeichnet „1957“ | D-4-71-165-1  | weitere Bilder   |
| Bamberger Straße 5 (Standort)                                                           | Kruzifix                                    | Bezeichnet „1896“; vor Nr. 5 | D-4-71-165-2  | Kruzifix         |
| Kapellenstraße 4 (Standort)                                                             | Katholische Friedhofskapelle Mater dolorosa | Sandsteinquader, Saalbau, eingezogener Chor mit Streben besetzt, Satteldach und Giebelreiter mit Spitzhelm, neugotisch, 1891; mit Ausstattung               | D-4-71-165-3  | weitere Bilder   |
| Kirchplatz 1 (Standort)                                                                 | Katholische Pfarrkirche St. Bartholomäus    | Saalbau mit Satteldach, im Kern 15. Jahrhundert, sonst 1728, Sakristeianbau 1782; mit Ausstattung                                                           | D-4-71-165-5  | weitere Bilder   |
| Kirchplatz 9 (Standort)                                                                 | Alte Mühle                                  | Zweigeschossiger Halbwalmdachbau, 17./18. Jahrhundert, Mühlrad                                                                                              | D-4-71-165-4  | Alte Mühle       |
| Rathausplatz 1 (Standort)                                                               | Gedenkkreuz                                 | Wegkreuz mit zwei Kreuzbalken, Balkenenden eingekerbt, 2. Hälfte 18. Jahrhundert                                                                            | D-4-71-165-32 | weitere Bilder   |
| Steinernes Kreuz, an der Kreisstraße BA 34 zwischen Oberhaid und dem Sandhof (Standort) | Kreuzstein                                  | Sogenanntes Steinernes Kreuz oder Blutstein | D-4-71-165-30 | weitere Bilder   |
| St 2281 (Standort)                                                                      | Bildstock                                   | Sogenannte Pestmarter, dorische Säule, vierseitiger Aufsatz mit Muschelabschlüssen, Ende 17. Jahrhundert; 300 m östlich des Ortes                           | D-4-71-165-8  | weitere Bilder   |
| Untere Straße 1 (Standort)                                                              | Pfarrjugendheim                             | Massiver, zweigeschossiger Walmdachbau, verputzt, im Kern 17. Jahrhundert, 1767 umgebaut, modernisiert                                                      | D-4-71-165-6  | Pfarrjugendheim  |
| Weide 2 (Standort)                                                                      | Bauernhaus                                  | Eingeschossiger Satteldachbau mit Putzgliederungen, giebelständig, um 1880                                                                                  | D-4-71-165-26 | Bauernhaus       |
| Weide 4 (Standort)                                                                      | Bauernhaus                                  | Eingeschossiger, giebelständiger Satteldachbau mit Sandsteingliederungen, um 1880                                                                           | D-4-71-165-27 | Bauernhaus       |
| Weide 6 (Standort)                                                                      | Bauernhaus                                  | Eingeschossiger, giebelständiger Satteldachbau mit Sandsteingliederungen, um 1880                                                                           | D-4-71-165-28 | Bauernhaus       |
| Weide 30 (Standort)                                                                     | Bauernhaus                                  | Eingeschossiger, giebelständiger Satteldachbau, Fachwerk, 18./Mitte 19. Jahrhundert                                                                         | D-4-71-165-7  | Bauernhaus       |
| Zellberg (Standort)                                                                     | Wasserhochbehälter                          | Massiver Rundturm, Stahlbetonbau, verkleidet mit bossiertem Sandsteinmauerwerk, mit Kegeldach mit Holzschindeldeckung, Kugelknauf und Wetterfahne, 1960/63  | D-4-71-165-34 | BW               |
| Zellberg (Standort)                                                                     | Ehemaliges Pumpwerk                         | Kleiner, eingeschossiger Satteldachbau, Putzfassade mit Sgraffito, 1960/63, dazu Einfriedung, vier Pfeiler, Zementguss mit Randscharrierung                 | D-4-71-165-34 | BW               |

### Johannishof
| Lage                   | Objekt      | Beschreibung | Akten-Nr.     | Bild           |
| ---------------------- | ----------- | --- | ------------- | -------------- |
| Johannishof (Standort) | Brunnenhaus | Sandstein, zwei dorische Säulen auf hohen Postamenten, Glockendach über sechseckigem Grundriss, 18. Jahrhundert | D-4-71-165-10 | weitere Bilder |

### Sandhof
| Lage | Objekt                                      | Beschreibung | Akten-Nr.     | Bild           |
| --- | ------------------------------------------- | --- | ------------- | -------------- |
| In Sandhof (Standort) | Katholische Kapelle St. Franziskus Xaverius | Zum ehemaligen Hofgut der Bamberger Jesuiten gehörig, Saalbau mit Dachreiter und dreiseitig geschlossenem Chor, 1758; mit Ausstattung | D-4-71-165-11 | weitere Bilder |
| Sandhof 1 (Standort) | Forsthaus                                   | Ehemaliges Hofgut der Bamberger Jesuiten, 1639 bis 1773; zweigeschossiger Walmdachbau, Sandstein, verputzt, 17./18. Jahrhundert       | D-4-71-165-12 | weitere Bilder |
| Sandhof 1 (Standort) | Sandsteinstadel                             | Satteldach, 18. Jhd. | D-4-71-165-12 | weitere Bilder |
| Sandhof 1 (Standort) | Remise                                      | Satteldach mit Fachwerkgiebel, 18. Jhd.                                                                                               | D-4-71-165-12 | weitere Bilder |
| Sandhof 1 (Standort) | Schuppen                                    | Sandstein, Satteldach, 18. Jhd. | D-4-71-165-12 | weitere Bilder |
| Sandhof 1 (Standort) | Nebengebäude                                | Eingeschossig auf hohem Sandsteinsockel, Fachwerk, Walmdach                                                                           | D-4-71-165-12 | BW             |
| Sandhof 1 (Standort) | Ringmauer                                   | Den gesamten Hof einfassend, Tor bez. 1727                                                                                            | D-4-71-165-12 | weitere Bilder |
| Reutstückholz (Standort) | Fischteich                                  | Unterer Haussee | D-4-71-165-12 | weitere Bilder |
| Reutstückholz (Standort) | Fischteich                                  | Oberer Haussee | D-4-71-165-12 | weitere Bilder |
| Brunnäcker; Das Große Stück; Große Wiese; Hanffeld; Haussee; Hechtsee; Straßacker; Wegäcker; im Wald nördlich von Oberhaid auf der Ochsenwiese (Standort) | Kreuzstein                                  | Sogenannter Hühnerstein, hochrechteckiger Sandstein mit eingeritztem Kreuz, daneben Pflugreute, 15. Jahrhundert,                      | D-4-71-165-31 | weitere Bilder |

### Staffelbach
| Lage                             | Objekt                                | Beschreibung | Akten-Nr.     | Bild                                  |
| -------------------------------- | ------------------------------------- | --- | ------------- | ------------------------------------- |
| Hallstadter Straße 1 (Standort)  | Gemeindehaus                          | Zweigeschossiger Walmdachbau mit geohrten Fenstergewänden, erste Hälfte 19. Jahrhundert, mit älterem Kern | D-4-71-165-13 | weitere Bilder                        |
| Hallstadter Straße 2 (Standort)  | Gasthof Schwarzer Adler               | Zweiflügelbau mit Walmdachbau, Obergeschoss Fachwerk, bezeichnet „1828“ | D-4-71-165-14 | weitere Bilder                        |
| Hallstadter Straße 18 (Standort) | Katholische Filialkirche St. Cyriakus | Chorturm mit Spitzhelm 14./15. Jahrhundert, Sakristeianbau, Langhaus, Saalbau mit Walmdach, Lisenengliederung, 1714, Westfassade Mitte 19. Jahrhundert; mit Ausstattung; Reste einer Friedhofummauerung, 18. Jahrhundert | D-4-71-165-15 | Katholische Filialkirche St. Cyriakus |
| Mühlbachstraße 7 a (Standort)    | Bauernhaus                            | Eingeschossiger Satteldachbau, verputztes Fachwerk, Zwerchhaus mit Walmdach, erste Hälfte 19. Jahrhundert, restauriert 1921                                                                                              | D-4-71-165-16 | Bauernhaus                            |
| Mühlbachstraße 32 (Standort)     | Heiligenhäuschen                      | Mit Giebeldach, Mitte 18. Jahrhundert; bei Nr. 33 | D-4-71-165-18 | weitere Bilder                        |
| Mühlbachstraße 33 (Standort)     | Bauernhaus                            | Eingeschossiger Mansardhalbwalmdachbau, Eckpilaster und Brüstungsfelder, zweite Hälfte 18. Jahrhundert | D-4-71-165-17 | weitere Bilder                        |
| Mühlbachstraße 33 (Standort)     | Zwei Remisen                          | Massiv und verputzt, Frackdach, zweite Hälfte 18. Jahrhundert | D-4-71-165-17 | weitere Bilder                        |
| Mühlbachstraße 33 (Standort)     | Stadel                                | Massiv und verputzt, Satteldach, erste Hälfte 19. Jahrhundert | D-4-71-165-17 | weitere Bilder                        |
| Ochsenwiese (Standort)           | Bildstock                             | Dorische Säule, vierseitiger Aufsatz mit Rundbogennischen, bekrönendes Steinkreuz, bezeichnet „1709“ | D-4-71-165-29 | weitere Bilder                        |

### Unterhaid
| Lage                                                            | Objekt                                | Beschreibung | Akten-Nr.     | Bild                       |
| --------------------------------------------------------------- | ------------------------------------- | --- | ------------- | -------------------------- |
| Abendröte; Baumfeld; Alte Kellergasse (Standort)                | Kellerhaus-Anlage                     | Eingeschossiger Walmdachbau mit zwei Terrassen, Sandsteinquader, bezeichnet „1728“ und „1928“ Kegelbahn, einseitig offene Holzkonstruktion auf Sandsteinsockel, Pultdach, bezeichnet „1727“ 29 Einzelkeller                    | D-4-71-165-25 | Kellerhaus-Anlage          |
| Baumgarten; 300 m südwestlich der Kirche (Standort)             | Feldkapelle mit Satteldach            | Zm 1909 | D-4-71-165-22 | Feldkapelle mit Satteldach |
| Hauptstraße 2 (Standort)                                        | Katholische Kuratiekirche St. Barbara | Saalbau, Sandsteinquaderbau mit Pilastergliederung, eingezogener Chor dreiseitig geschlossen, Satteldach, 1703 von Christoph Grump, Giebelreiter 1840; mit Ausstattung Mauer um den Friedhof, Sandsteinquader, 18. Jahrhundert | D-4-71-165-20 | weitere Bilder             |
| Hauptstraße 27 (Standort)                                       | Ehemaliges Rathaus                    | Eingeschossiger Satteldachbau auf hohem Kellergeschoss, Fachwerk, 1684 (dendrochronologisch datiert), Veränderungen 20. Jahrhundert                                                                                            | D-4-71-165-21 | weitere Bilder             |
| Straßäcker, bei der Staatsstraße 2281 gegen Oberhaid (Standort) | Bildstock                             | Ionische Säule, vierseitiger Aufsatz mit Muschelabschlüssen, Steinkreuz, bezeichnet „1694“ | D-4-71-165-23 | Bildstock                  |

## Ehemalige Baudenkmäler
In diesem Abschnitt sind Objekte aufgeführt, die früher einmal in der Denkmalliste eingetragen waren, jetzt aber nicht mehr. Objekte, die in anderem Zusammenhang also z. B. als Teil eines Baudenkmals weiter eingetragen sind, sollen hier nicht aufgeführt werden. Aktennummern in diesem Abschnitt sind ehemalige, jetzt nicht mehr gültige Aktennummern.

| Lage                 | Objekt    | Beschreibung | Akten-Nr.     | Bild |
| -------------------- | --------- | ------------ | ------------- | ---- |
| Unterhaid (Standort) | Bildstock | 1703         | D-4-71-165-24 | BW   |

## Abgegangene Baudenkmäler
In diesem Abschnitt sind Objekte aufgeführt, die früher einmal in der Denkmalliste eingetragen waren, jetzt aber nicht mehr existieren, z. B. weil sie abgebrochen wurden. Aktennummern in diesem Abschnitt sind ehemalige, jetzt nicht mehr gültige Aktennummern.

| Lage                                                  | Objekt          | Beschreibung | Akten-Nr.     | Bild |
| ----------------------------------------------------- | --------------- | --- | ------------- | ---- |
| Staffelbach Bahnlinie Bamberg - Rottendorf (Standort) | Wasserdurchlass | Eisenbahnunterführung; Wasserdurchlass, ca. 9,5 Meter tiefer Gewölbebogen aus Sandstein der Strecke 5102, ehemalige Ludwig-Westbahn, bei Bahn-km 12,250, wohl 1878 | D-4-71-165-33 | BW   |